# Elbtalschiefergebirge

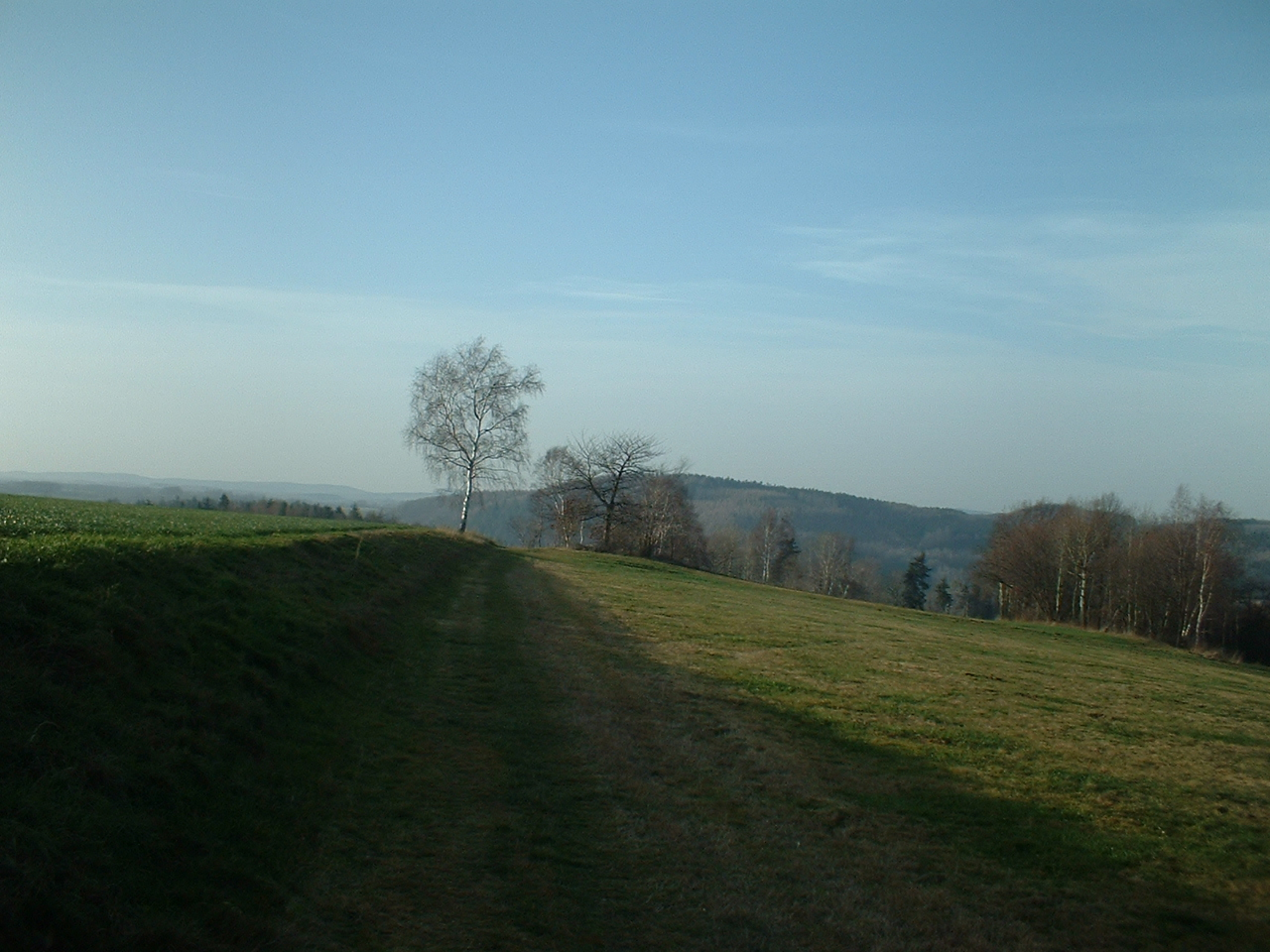
Kulmer Steig bei Bad Gottleuba

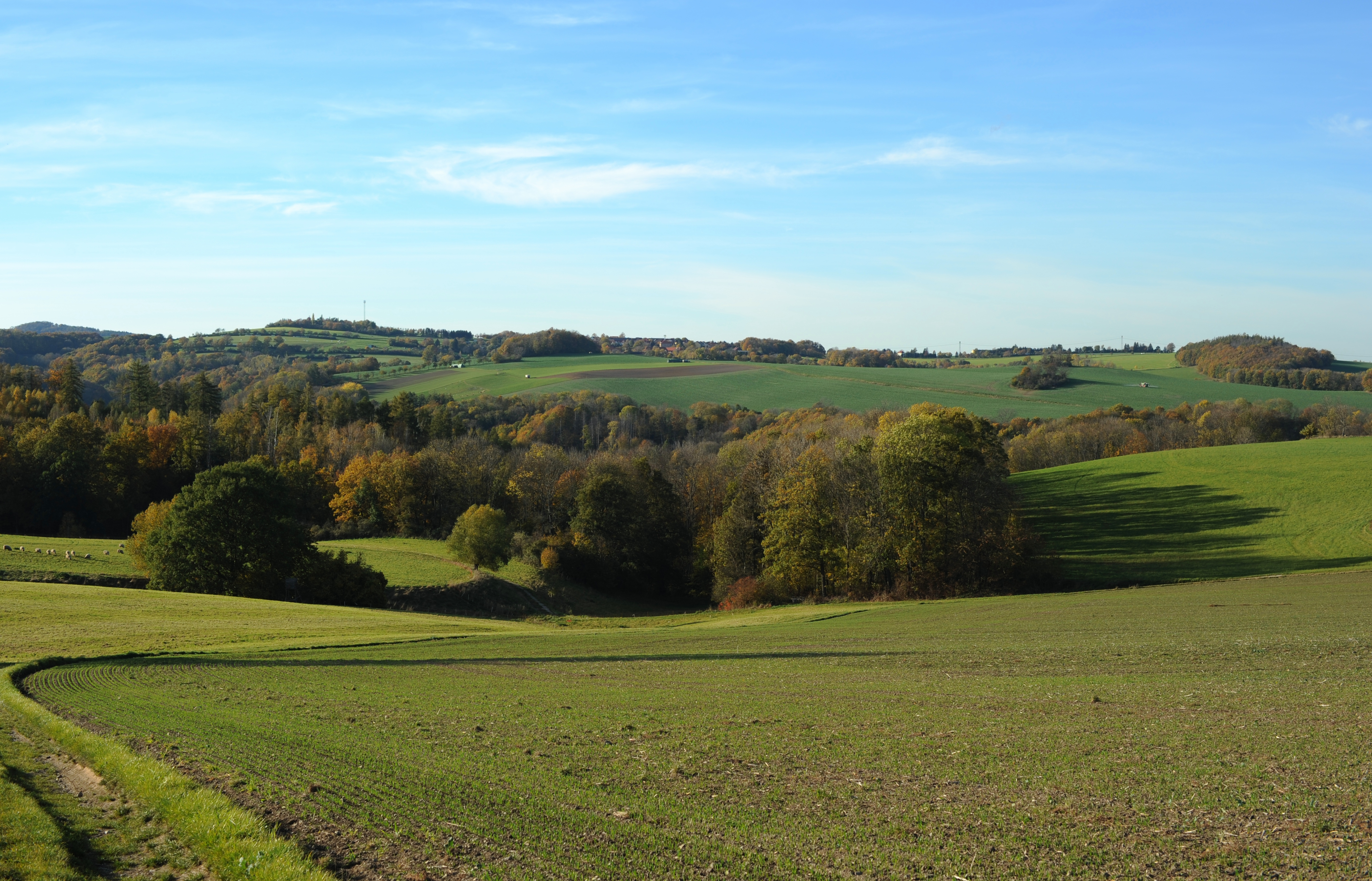
Blick aus Richtung Osten auf den Finckenfang, im Mittelgrund das Müglitztal

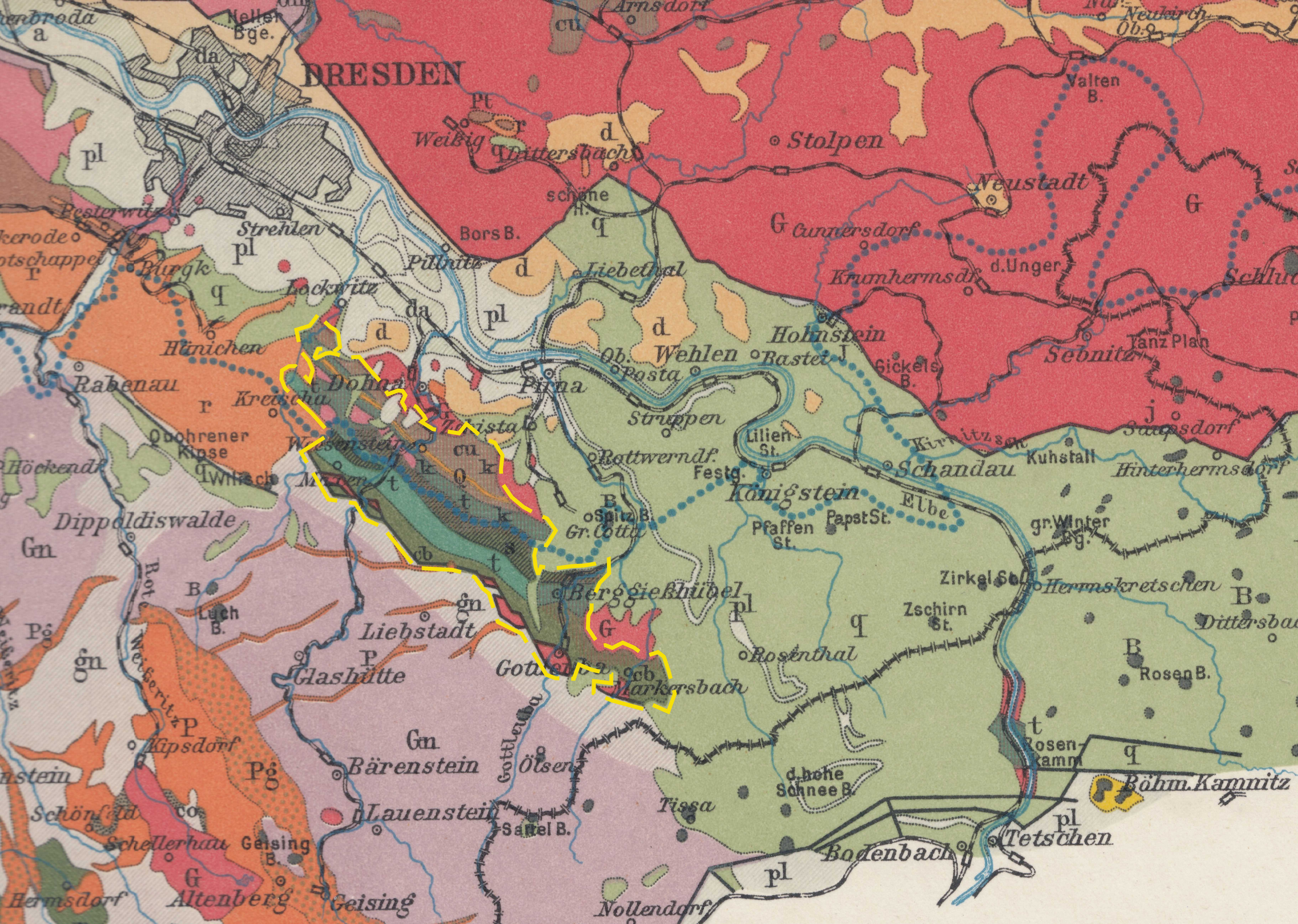
Auszug aus der Geologischen Übersichtskarte des Königreichs Sachsen von Hermann Credner (1910). Die Region des Elbtalschiefergebirges ist gelb umrandet

Das Elbtalschiefergebirge ist eine sächsische Mittelgebirgslandschaft sowie eine Struktureinheit der Elbezone zwischen der Mittelsächsischen und Westlausitzer Störung. Es tritt bei einer relativ kleinen Flächenausdehnung eine Vielfalt von Gesteinen auf, beispielsweise kambroordovizische Einheiten aus Phylliten, teilweise mylonitisiert, ferner Quarzite, Quarzitschiefer und phyllitische Tonschiefer sowie Kalk- und Dolomitgesteine mit Schiefern des Devons und intrudierten Granitoiden des geologischen Alters zwischen Ordovizium und Karbon.
Das Elbtalschiefergebirge bildet einen Landschaftsraum in der Nähe von Dresden, Pirna und Bad Gottleuba im sächsischen Landkreis Sächsische Schweiz-Osterzgebirge. Es wird vom Bundesamt für Naturschutz als Landschaft mit hoher Bedeutung für das natürliche und kulturelle Erbe eingestuft. Es handelt sich um eine historisch gewachsene und naturnahe Kulturlandschaft, die heute neben der Landwirtschaft auch der landschaftsnahen Erholung dient, während sie bis ins 19. Jahrhundert vor allem für Bergbau und Hüttenwesen bekannt war.

## Geologie
Das Elbtalschiefergebirge ist ein regionalgeologisch-tektonisch vielfältiger, unselbständiger Gesteinskomplex der Langenbrückenberg- und der Mühlbach-Formation. Die ältesten Gesteine sind eine Grauwacke und ein Quarzit des Neoproterozoikums. Das Elbtalschiefergebirge zusammen mit dem cadomischen Dohnaer Granodiorit bildet einen „Übergangsraum zwischen dem Erzgebirge im Westen und dem Lausitzer Block im Osten und trennt die im Untergrund befindlichen Gneise des Osterzgebirges von den … Granodioriten der Westlausitz (mit der darauf liegenden bis zu 600 m mächtigen Sandsteindecke …)“ der Elbtalkreide. Nach neueren Erkenntnissen werden die Granodioritvorkommen um Dohna am Nordrand des Elbtalschiefergebirges dem Westlausitzer Magmatitkomplex zugeordnet, was nach Auffassung einiger Geologen die Weesensteiner Störung zur tatsächlichen Westlausitzer Störung macht.

## Geschichte
Durch das Elbtalschiefergebirge führten schon im Mittelalter wichtige Verkehrswege zur Verbindung von Sachsen und Böhmen wie der Kulmer Steig und die Dresden-Teplitzer Poststraße. In dieser Region wurde zuerst nach Silber gegraben, bald aber auch das zunächst kaum beachtete Eisenerz verwertet. Der Eisenerzbergbau von Berggießhübel ist urkundlich seit 1450 nachweisbar, allerdings scheint er hier bis in das 13. Jahrhundert zurückzureichen. Das Ausbringen des Erzes scheint von hoher Qualität gewesen zu sein, da man es als „Pirnisches“ bezeichnete. Es hatten sich daraufhin in der Region zahlreiche Eisenhämmer entwickelt. Ihre Produkte dienten vorrangig dem kurfürstlichen Hof in Dresden.
Für die Eisenverhüttung in der vorindustriellen Periode boten die natürlichen Rahmenbedingungen am östlichen Abschnitt des Elbtalschiefergebirges und die unmittelbar benachbarten Regionen des südwestlichen Elbsandsteingebirges sehr günstige Bedingungen. Zwischen dem Gottleubatal und Königstein sind Eisenhämmer seit dem 15. Jahrhundert sicher nachgewiesen. In den Waldungen dieser Gegend konnte reichlich Brennholz für die Hochöfen zur Verhüttung der verfügbaren Eisenerze geschlagen werden. Die wasserreichen Gewässer ermöglichten einen effektiven Betrieb von Hammerwerken und den Ausbau einer auch dafür dienlichen Flößerei. Produziert wurden unter diesen Bedingungen Bleche und Stabeisen sowie Draht und Kugeln. Erst mit der Entwicklung des Eisenbahnwesens und des technischen Fortschritts in der Hüttenindustrie verlagerten sich solche Produktionen an andere Standorte, weil sie dort mit moderneren und größeren betrieblichen Dimensionen den wachsenden Bedarf der Industriegesellschaft an Halb- und Fertigprodukten des Eisens befriedigen konnten. Zudem gelangte durch die Eisenbahn die Steinkohle zu den neuen Hüttenstandorten, beispielsweise im Döhlener Becken, wo sich die Steinkohle fand, und der Bedarf dieser Branche an Brennholz ging stark zurück. Das räumliche Zusammenspiel von Eisenerzvorkommen, Holzwirtschaft und verfügbarer Wasserkraft verlor auf diese Weise seine wirtschaftliche Bedeutung.